# Pola Andriessens
Pola Andriessens (* 26. November 1919 in Mannheim; † 13. Januar 2023 in Göttingen) war eine deutsche Psychologin. Sie war Professorin am Georg-Elias-Müller-Institut für Psychologie der Georg-August-Universität Göttingen. Für ihren Einsatz bei der Hilfe für behinderte Kinder, speziell aber für die Planung, die Gründung und den Ausbau des Christophorushauses in Göttingen, wurde ihr das Bundesverdienstkreuz am Bande verliehen.

## Leben
Andriessens war Tochter des Oberingenieurs Clément Andriessens und seiner Ehefrau Margarete, geb. Mänz. Ihre Staatsangehörigkeit war ursprünglich niederländisch, ab 1957 deutsch. Bis 1934 besuchte sie das Liselotte-Gymnasium Mannheim, nach einem Umzug der Familie die Studienanstalt Kleine Burg in Braunschweig, wo sie 1939 das Abitur bestand. 1938, also noch während der Schulzeit, begann sie eine Ausbildung zur Schauspielerin am Staatstheater Braunschweig. Die Abschlussprüfung legte sie 1941 in Berlin ab. Es folgte ein Engagement beim Staatstheater Kassel für die Saison 1941/42, Intendant war damals Franz Ulbrich.
Ab 1944 studierte Andriessens Psychologie an der Technischen Hochschule Braunschweig, wo sie 1946 das Vordiplom machte. Am Institut für Psychologie der Georg-August-Universität Göttingen folgte 1948 die Diplom-Hauptprüfung für Psychologie, 1951 die Promotion. Der Titel der Dissertation lautet Die Anwendbarkeit des Bühler-Hetzer-Entwicklungstestverfahrens zur Diagnose von acht- und neunjährigen Hilfsschulkindern.  In ihrer Zeit als Doktorandin war Andriessens Assistentin an der Pädagogischen Hochschule Alfeld, danach wissenschaftliche Assistentin und außerplanmäßige Dozentin an der Pädagogischen Hochschule Göttingen. Dort erhielt sie 1957 eine Professur. Seit 1963, dem Jahr der Eingliederung der Pädagogischen Hochschule in die Universität Göttingen, war sie Professorin am Fachbereich Erziehungswissenschaften.
Ab 1962 beteiligte Andriessens sich an Planung, Aufbau und Gestaltung des Christophorushauses der Diakonie in Göttingen, ebenso an der Fortbildung und Beratung der Mitarbeiter. Durch Weiterbildung wurde sie 1976 Psychotherapeutin für Individualpsychologie, 1979 Lehranalytikerin der Deutschen Gesellschaft für Individualpsychologie. Außerdem war Andriessens Fachmitglied des Alfred-Adler-Instituts für Individualpsychologie in Delmenhorst. Als Professorin wurde sie 1986 emeritiert.

## Auszeichnungen und Ehrungen
- 12. Mai 1989 Verleihung des Bundesverdienstkreuzes am Bande durch Oberstadtdirektor Hermann Schierwater[7]